# تراست (فیلم)
«تراست» (انگلیسی: The Trust) یک فیلم جنایی محصول ایالات متحده آمریکا است.

## بازیگران
- نیکلاس کیج
- الیجاه وود
- جری لوئیس
- کوین وایسمن
- استیون ویلیامز
- اسکای فریرا